# Trígono cistepático
O triângulo hepatobiliar (ou triângulo cistepático) é um espaço anatômico delimitado pelo ducto hepático comum central, o ducto cístico lateral e a borda inferior do fígado / artéria cística superior.

## Epônimo

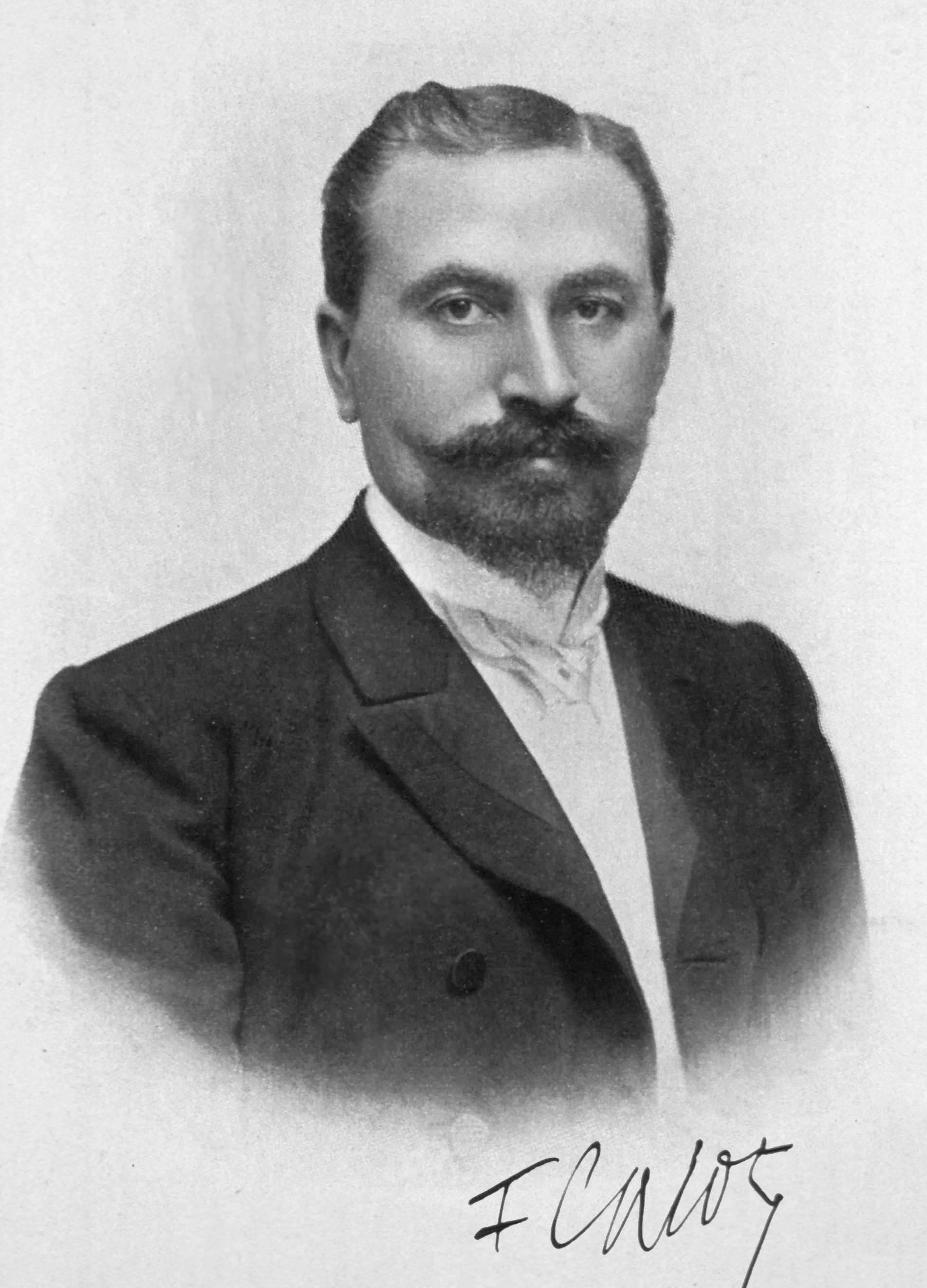
Ilustração do século XIX de Jean-François Calot.

Outro nome usado para se referir a esta região é Triângulo de Calot, nome dado em homenagem a Jean-François Calot. A descrição original do triângulo em 1891, feita por Calot, incluía o ducto cístico, o ducto hepático comum, e a artéria cística (não a borda inferior do fígado, como comumente acreditavam). O triângulo cistepático é a área vinculada pelo ducto cístico, duto hepático comum, e a borda do fígado.

## Importância Clínica
A importância clínica de reconhecer as relações anatômicas é que para o cirurgião é essencial identificar estas estruturas quando uma remoção cirúrgica de pedras na vesícula biliar (colelitíase) é feita, ou quando for intervir cirurgicamente na inflamação da vesícula biliar (colecistite ), por um procedimento cirúrgico chamado colecistectomia.
O Triângulo de Calot  contém a artéria cística, que é um ramo da artéria hepática direita acessória, de modo que a dissecção correta durante a colecistectomia cirúrgica é essencial para evitar lesões no ducto cístico.